# Urbananthus
Urbananthus es un género botánico monotípico perteneciente a la familia de las asteráceas. Su única especie: Urbananthus pluriseriatus es originaria  de Cuba y Jamaica.

## Descripción
Las plantas de este género solo tienen discos (sin rayos florales) y los pétalos son de color blanco, ligeramente amarillento blanco, rosa o morado (nunca de un completo color amarillo).

## Taxonomía
Urbananthus pluriseriatus fue descrita por  (B.L.Rob.) R.M.King & H.Rob.  y publicado en Phytologia 22: 55. 1971.
Sinonimia
- Eupatorium pluriseriatum B.L.Rob.	basónimo[5]